# Seva (spiritualità)
Seva è un termine di origine sanscrita per indicare il servizio disinteressato, ovvero svolto senza aspettativa di risultato o ricompensa per la persona che lo svolge.

## Significato religioso e spirituale
L'idea di seva è particolarmente importante in molte tradizioni mistiche e spirituali. Servire gli altri è considerato un modo più o meno indiretto per servire Dio.
Nell'Induismo è anche chiamato karma yoga ovvero unione (con Dio) attraverso l'azione.
È una delle tre pratiche principali del Surat Shabd Yoga.